# Laurent Tomczyk
Pour les articles homonymes, voir Tomczyk.
Laurent Tomczyk est un footballeur français né le 10 avril 1971 à Alès (Gard). Il a évolué comme attaquant, principalement à Troyes et Laval.

## Biographie
Natif d'Alès où il est formé, Laurent Tomczyk réalise l'essentiel de sa carrière de joueur en deuxième division. 
En mars 2004, après deux sessions de stage et un examen au CTNFS de Clairefontaine, Laurent Tomczyk obtient la partie spécifique du Brevet d'État d'éducateur sportif premier degré (BEES 1er degré), mise en place par la FFF pour les joueurs professionnels en reconversion. Ce diplôme, équivalent à l'actuel DESJEPS mention football, permet d'entraîner une équipe de niveau N2 ou N3, ou une équipe jeune dans un centre de formation.
Après sa carrière de footballeur il devient entraineur puis directeur de la maison de quartier de Laval Nord en octobre 2016. Il est maintenant entraîneur du FC Ruillé-Loiron, où il aura réussi à envoyer un jeune joueur en Ecosse en academy de football. La clé de la réussite de Laurent Tomczyk est l'entraînement et la pédagogie.

## Carrière
- 1991-1992 :  Olympique Alès
- 1992-1995 :  Pont-Saint-Esprit
- 1995-1996 :  AS Monaco
- 1996-1997 :  Nîmes Olympique
- 1997-1999 :  A Troyes AC
- 1999-2001 :  Stade lavallois
- 2001-2002 :  Stade Beaucairois
- 2002-2003 :  FC Bourges
- 2003-2005 :  US Changé[3]